# César Fernández de las Heras Caneda
César Fernández de las Heras Caneda (Vitòria, 10 de maig de 1978) és un exfutbolista basc, que jugava com a defensa.

## Trajectòria
Sorgit del planter de l'Athletic Club, la temporada 95/96 debuta amb el filial i dos anys després amb el primer equip. Però, no va tenir continuïtat amb els lleons i la temporada 99/00 marxa a la UD Salamanca, on és titular. També ho seria en les dues campanyes següents, en les quals ajudaria a pujar a Primera al Sevilla FC i al Racing de Santander.
Aquestes tres temporades a Segona, amb els dos ascensos va fer que l'Athletic el recuperara per la temporada 02/03. Però no va trobar un lloc a l'equip basc, tot jugant 27 partits en les tres campanyes a l'Athletic.
L'estiu del 2005 recala a la SD Eibar. Juga 40 partits i marca 3 gols, però els blaugrana cauen a la Segona B. Fitxaria llavors pel Cadis CF, on després de dues temporades acceptables, els gaditans també perdrien la categoria d'argent. La temporada 08/09 s'ha incorporat al planter del Deportivo Alavés.